# Radiodifusión sonora digital
Radiodifusión sonora digital o DAB (Digital Audio Broadcasting en inglés), es el nombre que recibe una tecnología utilizada para la transmisión de señales de audio digital (a las cuales se pueden añadir datos de usuario) mediante radiodifusión.
La Radiodifusión sonora digital se propone como alternativa a los sistemas de radio tradicionales, como la onda corta u onda media (ambas moduladas en amplitud AM) o la frecuencia modulada FM. Con el tiempo, estas tres tecnologías analógicas se verán “apagadas” para incentivar la introducción de la DAB.

## Historia

### Objetivos
Con la incorporación de La Radiodifusión sonora digital se pretende conseguir una mayor calidad en el servicio de radio, sobre todo, reduciendo la tasa de error que introduce el canal de transmisión y los efectos de la propagación multicamino. Asimismo, se puede aportar servicios adicionales mediante datos de usuarios asociados al programa, como el título de la canción (en caso de emisoras de música), el nombre de la emisora.
Actualmente, la implantación de la Radiodifusión sonora digital en los distintos países de Europa, está regulada por el gobierno de cada país, siendo pues muy diferente tanto la cobertura que ofrecen los servicios, como la inclusión o no de datos de usuario, la forma de obtener las licencias por parte de los operadores e incluso, la obligación o no por parte de éstos de promocionar la DSB.

## Comparación DAB vs Radio analógica

### Integración de programas
En los sistemas de radio digital, se usa la tecnología de los multiplexores, se trata de un solo canal en el que se agrupan diversos programas de radio. Mediante esta tecnología, una vez sintonizado un multiplexor, se puede cambiar de canal (a otro canal del mismo multiplexor), con mucha mayor velocidad, ya que no necesitamos que se enganche el PLL tradicional de la tecnología analógica. Esta tecnología proporciona además, un mayor rendimiento espectral, ya que donde analógicamente sólo cabía un programa de radio, con la tecnología digital, podemos incluir varios. Esto proporciona al usuario, un abanico de posibilidades potencialmente mayor, ya que podrá incrementarse el número de programas emitidos.

### Flujo de datos variable
Otra técnica para optimizar el uso del espectro de radiofrecuencias, consiste en utilizar un ancho de banda variable. En terminología digital, se trata de un flujo de datos variable. De esta forma, aquellos programas que no necesiten una gran capacidad en bps (principalmente aquellos que no incluyan música), ocuparán un menor espacio en el multiplexor, permitiendo así incorporar más programas a este.

### Calidad de sonido
DAB utiliza el codificador MP2, con una velocidad de muestreo variable. En función de la calidad de sonido deseada, este parámetro puede incrementarse para obtener mejores resultados. En contrapartida, el número de programas emitidos con mayor calidad de sonido debe reducirse ya que el ancho de banda asociado a cada multiplexor es finito.
Es por este motivo que en algunos países, la radio digital tiene peor calidad que la analógica. No obstante con unos 192 kbps las calidades son equiparables.
La DAB+ soluciona ese problema al usar el códec de audio AAC+ que hace que quepan 18 emisoras con calidad de CD en cada múltiplex (64 kbps). Además al ser digital es inmune a las interferencias provocadas por montañas, edificios y otras emisoras. Garantiza calidad elevada en recepción con niveles de señal reducidos. Una relación entre la señal recibida y el ruido de 9 dB permite ya una calidad de señal sonora de calidad, frente de los 50 dB (decibelios) s/n que se requieren en FM.

## Reglamentación
El Plan Técnico Nacional de Radiodifusión Sonora Digital Terrenal fue aprobado por Real Decreto 1287/1999, de 23 de julio (BOE n.º 177, de 26 de julio de 1999), y complementado por la Orden de 15 de octubre de 2001 (BOE n.º 266, de 6 de noviembre de 2001).
Una emisión de radio digital, no puede realizarse libremente. Para poder prestar servicios de radiodifusión sonora digital, se requiere la adquisición de una licencia, solicitada al Ministerio de Industria, Turismo y Comercio. Los entes autorizados a prestar estos servicios son:
- La Corporación de Radio y Televisión Española, S.A., mediante RNE (Sociedad Mercantil Estatal Radio Nacional de España).
- Las personas físicas o jurídicas mediante una concesión otorgada por el Estado para la explotación, en gestión indirecta, en las redes de cobertura estatal.
- Los Entes Públicos con competencia en la materia de las comunidades autónomas.
- Las personas físicas o jurídicas mediante concesión administrativa otorgada por los órganos competentes de las comunidades autónomas para la explotación en gestión indirecta en las redes de cobertura territorial autonómica.
- Las personas físicas o jurídicas mediante concesión administrativa otorgada por los órganos competentes de las comunidades autónomas para la explotación en gestión indirecta en una demarcación de cobertura local.

En cualquier caso, el derecho de uso del dominio público radioeléctrico necesario para la prestación del servicio requiere la licencia otorgada por el Estado.
Una vez adquirida la licencia, debe realizarse la transmisión de información en la frecuencia o canal asignado. Para la asignación de frecuencias, existe el Cuadro Nacional de Atribución de Frecuencias o CNAF, que establece que las frecuencias comprendidas en las bandas de 195 a 223 MHz deberán ser utilizadas exclusivamente para servicios de radiodifusión sonora digital.

## Canales de Radio Digital
El espectro radioeléctrico utilizado para radio digital se divide en grupos de frecuencias, llamados bloques de frecuencia de radio digital. El concepto es equivalente al de un canal en radiodifusión.
Estos bloques están numerados según el formato XY, donde X corresponde a un número, e Y corresponde a una letra del alfabeto. De este modo quedan enumerados los canales 8A, 8B, 8C, 8D, 9A, 9B...
La Conferencia de Wiesbaden de 1995 sobre el servicio de radiodifusión sonora digital asignó a España cuatro bloques de frecuencias:
- 195 a 217 MHz (bloques 8A a 10D)
  - 8A 195.936 MHz
  - 8B 197.648 MHz
  - 8C 199.360 MHz
  - 8D 201.072 MHz
  - 9A 202.928 MHz
  - 9B 204.640 MHz
  - 9C 206.352 MHz
  - 9D 208.064 MHz
  - 10A 209.936 MHz
  - 10B 211.648 MHz
  - 10C 213.360 MHz
  - 10D 215.072 MHz
- 216 a 223 MHz (bloques 11A a 11D)
  - 11A 216.928 MHz
  - 11B 218.640 MHz
  - 11C 220.352 MHz
  - 11D 222.064 MHz

En estos canales, se asignan multiplexores. Un multiplexor consiste en la agrupación de varios programas, transmitidos en el mismo canal o bloque de frecuencia, mediante técnicas de OFDM. Así pues, pueden asignarse redes. Las redes son:
- Red FU-E (Frecuencia Única-España) con emisión por el bloque 11B en la península y 11D en Canarias: Permite programas nacionales sin desconexiones territoriales.
- Red MF-I y RED MF-II: Permiten programas nacionales con la posibilidad de efectuar desconexiones territoriales.

La segmentación en bloques con desconexión territorial significa que estos bloques son diferentes en cada territorio, normalmente en cada provincia. De esta forma, se evitan las interferencias cocanal por parte de estaciones emisoras de las provincias vecinas.